# Число Нараяны
Число Нараяны — число, выражаемое через биномиальные коэффициенты ({\displaystyle k\leqslant n}):
{\displaystyle N(n,k)={\frac {1}{n}}{n \choose k}{n \choose k-1}};
такие числа формируют треугольник Нараяны — нижнюю треугольную матрицу натуральных чисел, возникающую в ряде задач перечислительной комбинаторики.
Открыты канадским математиком индийского происхождения Тадепалли Нараяной (1930—1987) при решении следующей задачи: найти число коров и тёлок, появившихся от одной коровы за 20 лет, при условии, что корова в начале каждого года приносит тёлку, а тёлка дает такое же потомство в начале года, достигнув возраста трёх лет.
Первые восемь рядов чисел Нараяны:
```
k
 =       1   2   3   4   5   6   7   8

n
 = 1  |  1
    2  |  1   1
    3  |  1   3   1
    4  |  1   6   6   1
    5  |  1  10  20  10   1
    6  |  1  15  50  50  15   1
    7  |  1  21 105 175 105  21   1
    8  |  1  28 196 490 490 196  28   1
```

## Приложения и свойства
Пример задачи подсчёта, решение которой может быть задано в терминах чисел Нараяны {\displaystyle N(n,k)}, — это число выражений, содержащих {\displaystyle n} пар круглых скобок, которые правильно сопоставлены и которые содержат {\displaystyle k} различных вложений. Например, {\displaystyle N(4,2)=6} как четыре пары скобок образуют шесть различных последовательностей, которые содержат два вложения(под вложениями подразумевается шаблон ()):
```
()((()))  (())(())  (()(()))  ((()()))  ((())())  ((()))()
```

Пример демонстрирует, что {\displaystyle N(n,1)=1}, так как единственный способ получить только один шаблон () — {\displaystyle n} открывающих скобок, а затем {\displaystyle n} закрывающих. Также {\displaystyle N(n,n)=1}, поскольку единственным вариантом является последовательность ()()() … (). В более общем случае можно показать, что треугольник Нараяны обладает следующим свойством симметрии:
{\displaystyle N(n,k)=N(n,n-k+1)}.
Сумма строк треугольника Нараяны равняется соответствующим числам Каталана:
{\displaystyle N(n,1)+N(n,2)+N(n,3)+\cdots +N(n,n)=C_{n}},
таким образом, числа Нараяны также подсчитывают количество путей на двумерной целочисленной решётке от {\displaystyle (0,0)} до {\displaystyle (2n,0)} при движении только по северо-восточной и юго-восточной диагоналям, не отклоняясь ниже оси абсцисс, с {\displaystyle k} локальными максимумами. Фигуры получающиеся при {\displaystyle N(4,k)}:
| {\displaystyle N(4,k)}                                | Пути |
| ----------------------------------------------------- | ---- |
| {\displaystyle N(4,1)=1} путь с одним максимумом:     |      |
| {\displaystyle N(4,2)=6} путей с двумя максимумами:   |      |
| {\displaystyle N(4,3)=6} путей с тремя максимумами:   |      |
| {\displaystyle N(4,4)=1} путь с четырьмя максимумами: |      |

Сумма {\displaystyle N(4,k)} равна 1 + 6 + 6 + 1 = 14, что равно числу Каталана {\displaystyle C_{4}}.
Производящая функция чисел Нараяны:
{\displaystyle \sum _{n=0}^{\infty }\sum _{k=1}^{n}N(n,k)z^{n}t^{k}={\frac {1+z(t-1)-{\sqrt {1-2z(t+1)+z^{2}(t-1)^{2}}}}{2z}}}.